# Algansea lacustris
Algansea lacustris är en fiskart som beskrevs av Steindachner, 1895. Algansea lacustris ingår i släktet Algansea och familjen karpfiskar. Inga underarter finns listade i Catalogue of Life.